# Ceredigion
Ceredigion er et county i vest Wales, der svarer til det historiske county Cardiganshire. I det første årtusinde var Ceredigion et lille kongerige. Det er blevet administreret som et county siden 1282, efter Edvard 1. havde erobret Wales. Ceredigion bliver betragtet som centrum for walisisk kultur, og mere end halvdelen af befolkningen taler walisisk. Countiet er hovedsageligt landområde og har over 80 km kyst samt et bjerrigt område længere inde i landet. Der er adskillige sandstrande og den lange Ceredigion Coast Path giver udsigt over Cardigan Bay.
I 1700-tallet og begyndelsen af 1800-tallet havde Cardiganshire mere industri end i dag; Cardigan var countiets kommercielle center i; der blev gravet bly, sølv og zink i miner og Cardigan var den primære havn South Wales inden den sandede til. Økonomien blev meget afhængig af mælkeproduktion og husdyrsopdræt til det engelske marked. I 1900-tallet blev husdyrsopdræt mindre profitabelt, og countiets befolkningen mindskedes, da folk flyttede til mere velhavende dele af Wales eller emigrerede. Dog har der været en befolkningstilvækst forårsaget af at mange ældre flytter dertil, når de er pensioneret, og forskellige regeringsinitiativer har bidraget til turisme og andre kilder til indkomst.
Countiet har et areal på 1.783 km2. I 2011 var Ceredigions befolkningstal ca. 75.900. Den største by, Aberystwyth, er et af de to administrationscentre, mens den anden er Aberaeron, hvor Ceredigion County Council mødes. Aberystwyth huser Aberystwyth University, Bronglais Hospital og National Library of Wales. I Lampeter ligger en del af University of Wales Trinity Saint David. Området administreres af Ceredigion County Council.
Countiet har mange arkæologiske steder som fæstninger, voldsteder og stensætninger. Historiske steder inkluderer Aberystwyth Castle og Cardigan Castle, samt Strata Florida Abbey. Andre attraktioner inkluderer Cwmystwyth Mines, Devil's Bridge, Bwlch Nant yr Arian Forest Visitor Centre, Elvis Rock, Cors Caron (Tregaron bog), Vale of Rheidol Railway,Aberystwyth Cliff Railway.